# 鐵拳三型火箭筒
鐵拳三型（簡稱PzF 3）是一款由德国狄那米特—諾貝爾炸藥公司在1978年6月至1985年研制和生產、1992年投入德國聯邦國防軍服役的現代化的一次性型無後座力火箭筒，發射110毫米火箭彈頭。
1973年，PzF獲第一次發出的招標，以向西德步兵發配一種有效對付當代苏联裝甲部隊的武器，從而取代當時已經開始過時的鐵拳44火箭筒。

## 原理

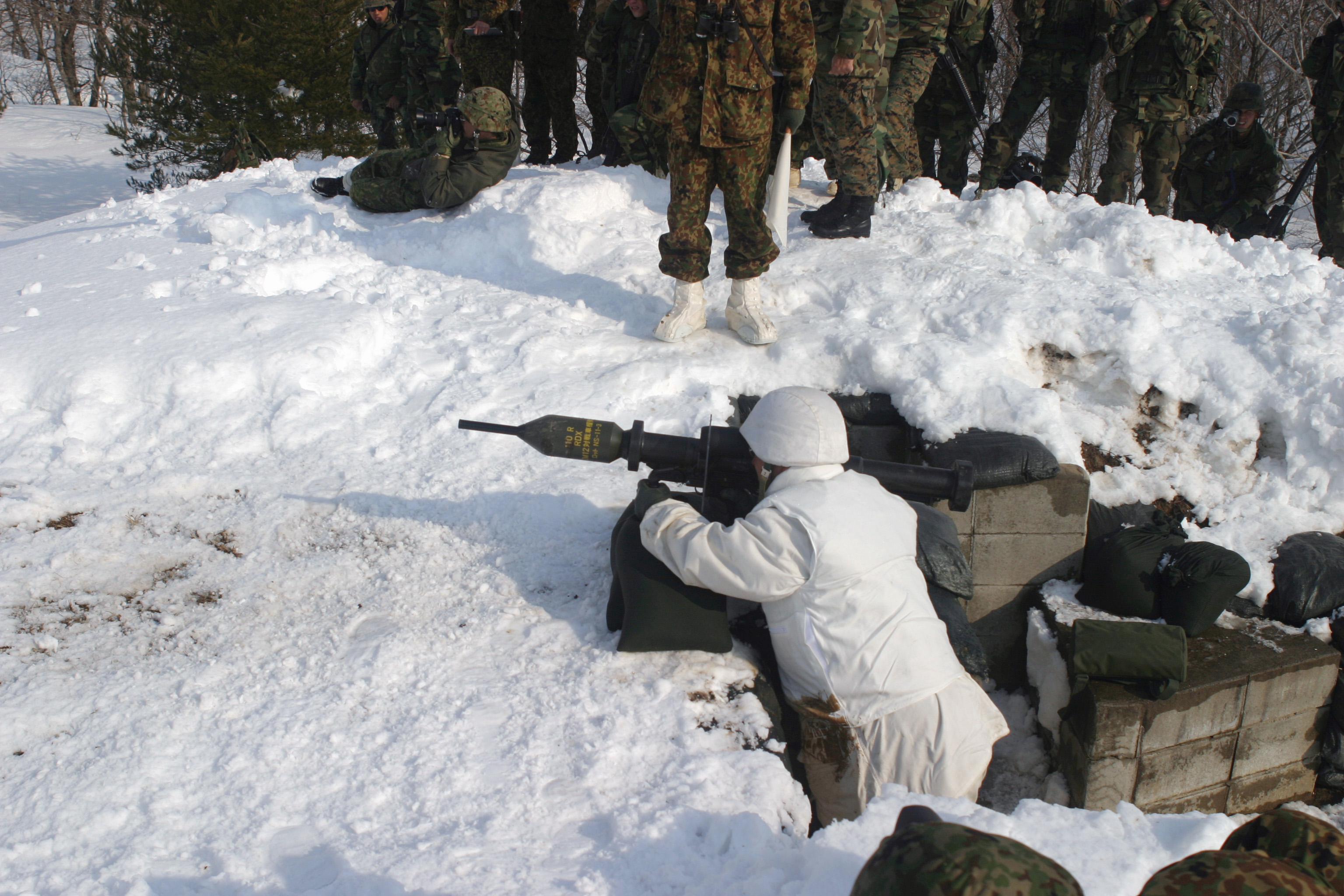
穿上冬季套裝的陸上自衛隊士兵在「森林之光2004」（Forest Light 2004）準備使用IHI航空工業公司110毫米反坦克武器（Panzerfaust 3）射擊。

Panzerfaust 3是由一枝預先裝填一枚火箭彈的一次性發射管和一個可重複使用的瞄準／擊發組件所組成。火箭彈則是由裝填了阿馬托／士志弩（英語：Amatol/Syndril）炸藥的锥形装药彈頭和包括推進裝置的主軸所組成。發射管為內部的圓柱形鋁合金管，並在外面以玻璃钢強化塑料包覆所製成。火箭彈彈頭位於發射管前端的管外，從而可以獨立地選擇的發射管的口徑。
Panzerfaust 3平時狀態為就是把一枚火箭彈在一次性發射管上，在使用前才裝上一個可重複使用的瞄準／擊發組件。發射以後，發射管可以扔掉，而瞄準／擊發組件可以拆卸下來並且裝到其他未發射的發射管上。
Panzerfaust 3在密閉空間內仍然能夠安全操作、發射，這是因為發射時不會出現明顯的筒後噴火。Panzerfaust 3在發射管的後方填充了大量的塑料顆粒，並在發射時通過所謂的無後座力的平衡質量原理將塑料顆粒從武器後方噴出，最大限度地減少了爆炸效果。從筒後噴出的塑料顆粒會分散起來，並且因為空氣阻力的關係而迅速放緩，因此Panzerfaust 3能夠較會產生筒後噴火的武器（火箭筒、无后座力炮或反坦克飛彈）相對的安全地在一個狹小、封閉的空间（建筑物、壕溝、碉堡或載具以內）發射武器內的火箭彈，以及減少發射以後因非常明亮的噴焰和／或揚起的塵土和煙霧而被敵方發現的機會。雖然其發射時的安全距離為10公尺（10.94码，32.81英尺），但在德國聯邦國防軍的訓練之中仍然規定要更遠的距離。
火箭彈尾部的火箭发动机推進劑通過弹簧機構與槍機的連動在發射管內點燃起來。當火箭彈從發射管中射出去之後，火箭彈首先會飛到一段安全的距離，然後才讓其火箭發動機點火，開始進行火箭噴射以提高到它的最大速度，以後它會持續飛行，直到撞擊物體或啟動自毀引信。
作為一個安全預防措施，火箭彈彈頭內部更裝上了保險絲，是一個特殊的保險機構。這件武器的彈頭在飛行後約5米距離才解除該保險絲。當火箭彈受到撞擊，以及作為保險，當火箭彈的推進劑耗盡的話就一定引爆。這是為實彈而設特殊保障措施，防止其滯留彈在未來造成任何危險。
Panzerfaust 3的名字的歷史可以追溯到在第二次世界大战之中被納粹德國軍隊所採用的，由一個小型、一次性預裝式發射管發射高爆反坦克戰鬥部所組成的單兵操作反坦克武器——反坦克榴弹发射器（德語：Panzerfaust、PzF，通稱：鐵拳）。

## 歷史
從1970年代開始，因為裝甲戰鬥車輛的裝甲不斷發展的趨勢，德國聯邦國防軍決定的使用一種新型反坦克武器以取代輕型44毫米PzF 44 Lanze火箭發射器和重型84毫米卡爾·古斯塔夫M2无后座力炮。德國聯邦國防軍於1973年1月發出招標時提出了以下要求：
- 一次性武器
- 有效擊毀所有已知的坦克型號
- 安全，容易操作
- 降低訓練成本
- 儘可能地可在室內環境中射擊

狄那米特—諾貝爾炸藥公司從1978年6月奪得開發合同開始進行研製，於1986年開始首次現場試驗，並於1992年正式推出。
Panzerfaust 3在1990年代期間被德國特種部隊單位所使用，並且在維持世界和平作戰，雖然它並非沒有缺點。其主要缺點是，它只能夠單發射擊，而且士兵往往需要很危險地接近以打擊目標。許多士兵都覺得它非常沉重和繁瑣，其發射機構和發射管往往在戰地環境以下受損和卡彈。此外，火箭彈頭本身對裝上重型裝甲和／或較新型的裝甲的目標都是無效的，因此它必須重新設計。
因此，改進後的PzF 3-T在1990年代後期取代了原來的型號，它導入了雙空心裝藥的“串聯式”彈頭設計，可以將使用了重裝甲技術的主戰坦克本身的裝甲連同爆炸反應裝甲（英語：Explosive Reactive Armour，簡稱：ERA）或是坦克的履帶側裙一併貫穿。這意味著，彈頭的尖端突出物本身同樣包含了相當的炸藥，能夠破壞爆炸反應裝甲或籠式、板式裝甲，或者如果沒有上述裝甲以下直接攻擊主裝甲。而在尖端突出物炸藥以後，一個更大的主力锥形装药穿甲彈會在尖端突出物炸藥爆炸、讓主力穿甲彈對上主要坦克裝甲以後以金屬噴流貫穿主要坦克裝甲以擊毀坦克。
Panzerfaust 3的最新版本是PzF 3-IT-600，得益於先進的電腦輔助瞄準和瞄準機制，可發射範圍可達600公尺（656.17码，1,968.5英尺）。
截至2005年，又有兩個正在開發或測試階段的新增型號，都依賴縮得更小、因此重量更輕的彈頭。這些型號被命名為RGW（德語：Rückstoßfreie Granatwaffe，意為：無後坐力榴彈武器—這將使它成為就像其原名和原來操作），口徑分別為60毫米（2.36英吋）和90毫米（3.54英吋）。預計這兩款新武器，可以協助作為德國軍事學說從重大、主要的坦克戰轉變到城市和低級別的戰爭的過渡準備。

## 規格

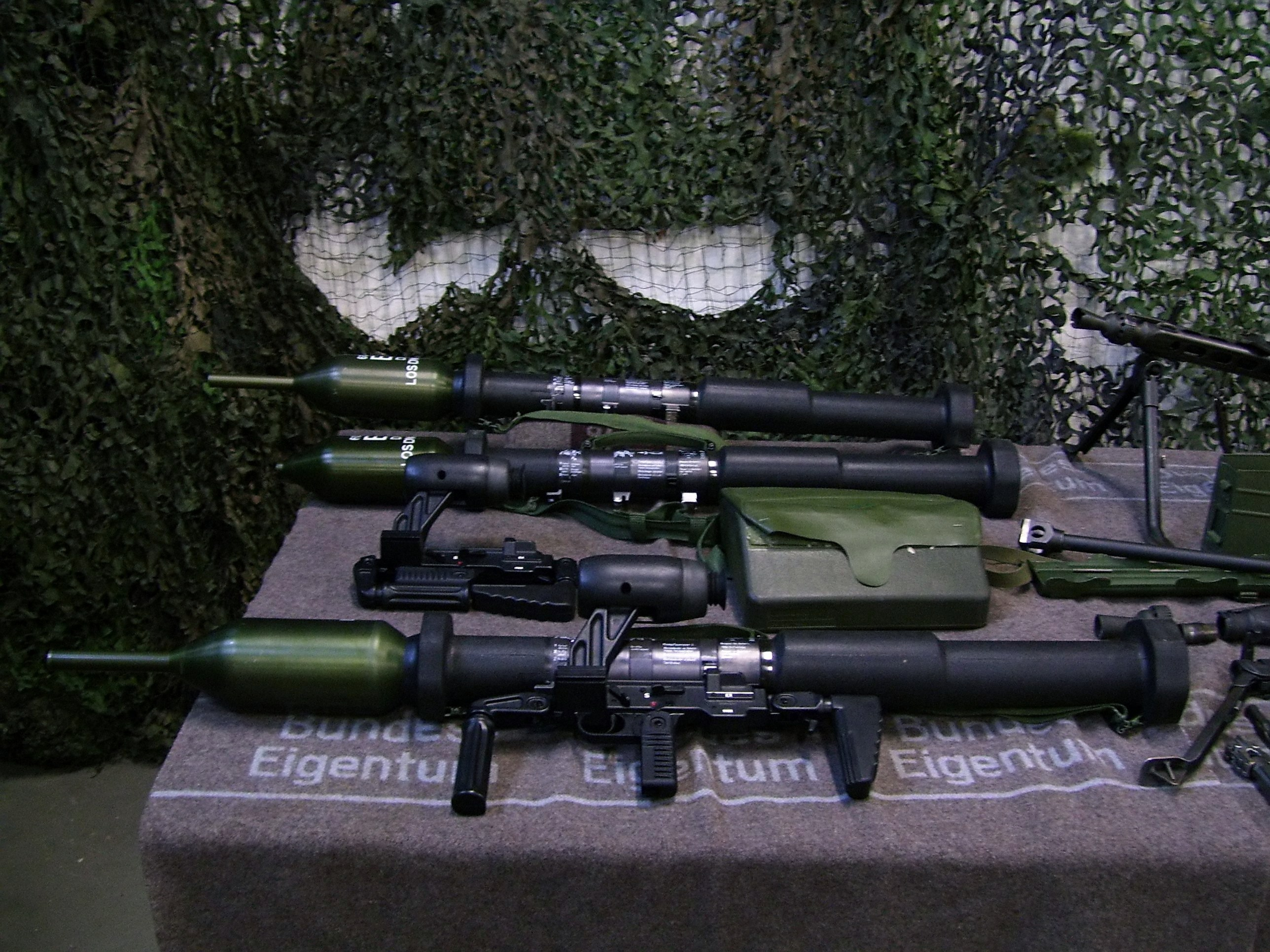
德國憲兵野战猎兵展出的各個PzF3型號。

Panzerfaust 3具有三種不同的版本：

### PzF 3
標準型，使用了锥形装药彈頭的反坦克版本。
- 口徑：
  - 發射管：60毫米（2.36英吋）
  - 彈頭：110毫米（4.33英吋）
- 重量：
  - 發射狀態武器：15.2公斤（33.51磅）
  - 彈頭：3.9公斤（8.6磅）
  - 備用火箭彈：12.9公斤（28.44磅）
- 長度：1,200毫米（47.24英吋）
- 初速：160米／秒（524.95英尺／秒）
- 可能最高速度：243米／秒（797.26英尺／秒）
- 瞄準具：望遠瞄準鏡（可重複使用）
- 最大有效射程：
  -     - 移動目標：300公尺（328.08码，984.25英尺）
    - 大型固定目標：400公尺（437.45码，1,312.34英尺）
- 最小有效射程：20公尺（21.87码，65.62英尺）
- 貫穿力：
  - 軋壓均質裝甲（RHA）：700毫米（27.56英吋）
  - 混凝土：1,600毫米（62.99英吋）
- 生產商：德國狄那米特—諾貝爾炸藥公司

### PzF 3-IT
改進型串聯式锥形装药彈頭的反坦克版本，可貫穿爆炸反應裝甲。
- 口徑：
  - 發射管：60毫米（2.36英吋）
  - 彈頭：110毫米（4.33英吋）
- 重量：
  - 發射狀態武器：15.6公斤（34.39磅）
  - 彈頭：3.9公斤（8.6磅）
  - 備用火箭彈：13.3公斤（29.32磅）
- 長度：1,200毫米（47.24英吋）
- 初速：152米／秒（498.7英尺／秒）
- 可能最高速度：220米／秒（721.8英尺／秒）
- 瞄準具：
  - 望遠瞄準鏡（可重複使用）
  - Dynarange瞄準具（可重複使用）
- 最大有效射程：
  - 移動目標：300公尺（328.08码，984.25英尺）
  - 大型固定目標：400公尺（437.45码，1,312.34英尺）
  - Dynarange瞄準具瞄準：600公尺（656.17码，1,968.5英尺）
- 最小有效射程：20公尺（21.87码，65.62英尺）
- 貫穿力：
  - 軋壓均質裝甲（RHA）：900毫米（35.43英吋）
- 生產商：德國狄那米特—諾貝爾炸藥公司

### PzF 3 Bunkerfaust「碉堡剋星」
設計專門為對付加固碉堡，輕裝甲車輛和軟目標用途。
- 口徑：
  - 發射管：60毫米（2.36英吋）
  - 彈頭：110毫米（4.33英吋）
- 重量：
  - 發射狀態武器：15.6公斤（34.39磅）
  - 彈頭：3.9公斤（8.6磅）
  - 備用火箭彈：13.3公斤（29.32磅）
- 長度：1,200毫米（47.24英吋）
- 初速：149米／秒（488.86英尺／秒）
- 可能最高速度：212米／秒（695.55英尺／秒）
- 瞄準具：望遠瞄準鏡（可重複使用）
- 最大有效射程：300公尺（328.08码，984.25英尺）
- 最小有效射程：20公尺（21.87码，65.62英尺）
- 貫穿力：
  - 軋壓均質裝甲（RHA）：110毫米（4.33英吋）
  - 混凝土：360毫米（14.17英吋）
  - 沙袋：1,300毫米（51.18英吋）
- 生產商：德國狄那米特—諾貝爾炸藥公司

### 瞄準／發射裝置
常規擊發組件平台具有一個純粹光學瞄準鏡，重量2.3公斤（5.07磅）。在上文之中已經列出所有光學瞄準鏡的有效射程。
目前，Panzerfaust 3還可以使用一個新型瞄準具，商業名稱為Dynarange。Panzerfaust 3已經被德國聯邦國防軍所採用，並且作為德國未來士兵系統（德語：Infanterist der Zukunft，簡稱：IdZ）的一部分。從本質上講，這是一個由電腦控制的瞄準具，內建激光测距仪和彈道計算機。裝備它的目的是應對一些士兵難以操作常規瞄準具的事實，因為它的瞄準鏡對於未經訓練的眼睛而言實在是相當複雜的。此外，不論固定目標還是移動目標，Panzerfaust 3的有效射程都會增加至600公尺（656.17码，1,968.5英尺）。Dynarange並已經在荷蘭軍隊（荷蘭皇家陸軍、皇家海軍和皇家海軍陸戰隊）之中服役。

## 附件
Panzerfaust 3具有一個分開的特殊包裝，內裡包括備用零件和清潔套件。
該套件包以內中包括一具發射器、拋殼頂桿和彈簧、退殼器、假退殼器插頭、槍機頭固定銷、塑料清潔棒、黃銅頭、內膛和膛室刷子、駱駝毛刷子和一個棱柱形內膛鏡。這需要幾分鐘的時間以完成組裝和發射管裝填程序。

## 使用國

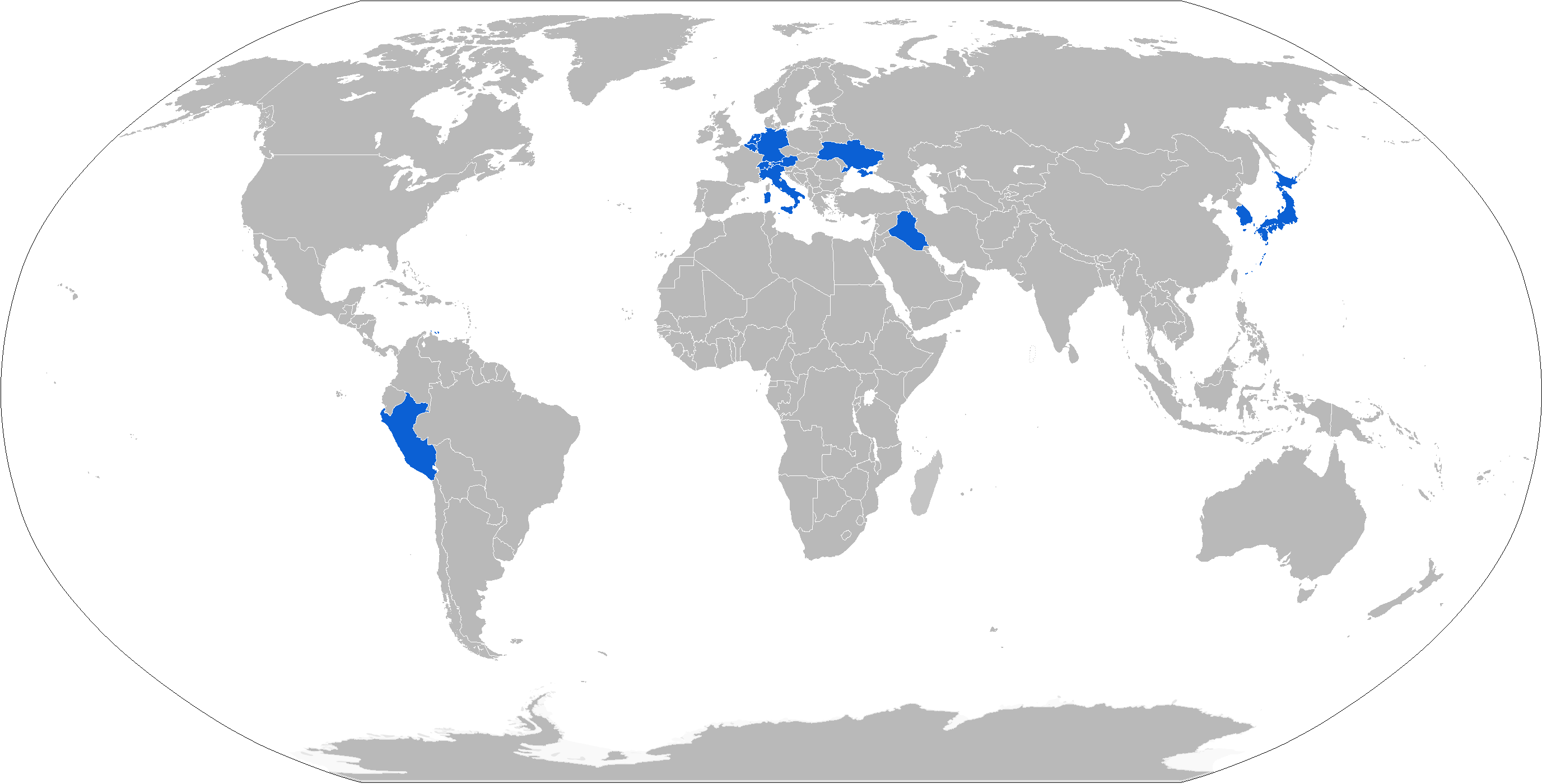
藍色為Panzerfaust 3的使用國。

- [5]
- 德国[5]
- 伊拉克库尔德斯坦
- 義大利：從1990年代起採購了2,000具發射器與13,000枚左右的彈頭，從初期型至最新改良版PZF3-T皆有購置[6]
- 日本：由IHI航空工業公司特許生產（英语：Licensed production），取代M20A1「超級巴祖卡」火箭筒（日本命名為「89毫米火箭筒」），自衛隊文件將鐵拳3型命名為110毫米個人便攜式反坦克炮彈。[7]自衛隊的編裝是一個步兵班配發一支鐵拳3型發射器，但攜帶發射器的射手配賦武器仍然是得攜帶步槍的步槍兵，因此射手的體能負荷要求會比較大。[8]
- 荷蘭[4]
- 秘魯：181具發射器和1,700枚基本型鐵拳3型彈頭。[9]
- 沙烏地阿拉伯[10]
- 大韓民國[11]
- 俄羅斯：2022年俄羅斯入侵烏克蘭期間自烏克蘭軍繳獲，目前數量不明。
- 瑞士：命名為PzF 84。[12]
- 乌克兰：2022年俄羅斯入侵烏克蘭期間，自德國和荷蘭軍援取得。

## 流行文化

### 電子遊戲
- 2013年—《決勝時刻：魅影》
- 2024年—《決勝時刻：黑色行動6》：命名為“HE-1”。

### 动画
- 2015年—《GATE 奇幻自衛隊》：由陸上自衛隊所使用。
- 2022年—《Lycoris Recoil 莉可麗絲》：由真島的部下在第6集用以襲擊千束。

## 資料來源
1. 1 2  . JP: PLALA. 2003-03-16  [2009-11-04]. （原始内容存档于2012-03-13）.
2. 1 2 3  , Dynamit Nobel, September 2004  [6 August 2010], （原始内容 (MS Word .doc)存档于2011年7月9日）.
3. ↑  . JP: MoD.   [2009-11-04]. （原始内容存档于2008-12-19） （日语）.
4. 1 2  . Dutch Ministry of Defence.   [16 August 2010]. （原始内容存档于2011年10月1日）.
5. 1 2  Jones, Richard D. Jane's Infantry Weapons 2009/2010. Jane's Information Group; 35 edition (January 27, 2009). ISBN 978-0-7106-2869-5.
6. ↑  .   [2011-07-14]. （原始内容存档于2011-12-16）. （意大利文）
7. ↑  （日語）—.   [2009-11-04]. （原始内容存档于2021-09-30）.
8. ↑  毒島刀也『陸上自衛隊「装備」のすべて』 ソフトバンククリエイティブ、2012年、ISBN 978-4-7973-5807-0、pp.50-51
9. ↑  .   [2023-05-06]. （原始内容存档于2013-09-29）.
10. ↑  .   [2016-02-22]. （原始内容存档于2017-03-06）.
11. ↑  —.   [2011-04-19]. （原始内容存档于2017-02-17）.
12. ↑  .   [2010-11-02]. （原始内容存档于2012-09-08）.

## 外部連結
- （英文）—Official Site
- （英文）—Modern Firearms—Panzerfaust 3 (Pzf 3) antitank grenade launcher
- （英文）—Weapon.ge—Dynamit-Nobel Panzerfaust 3 （页面存档备份，存于）
- （英文）—Defense-Update
- （英文）—Military, Security and Civilian Guns and Equipment—Dynamit-Nobel Panzerfaust 3 Disposable Anti-tank Rocket Launcher （页面存档备份，存于）
- （英文）—Panzerfaust3 video （页面存档备份，存于）
- （简体中文）—新浪网—武器纵横：世界反坦克火箭筒发展(组图) （页面存档备份，存于）
- （简体中文）—荷兰陆军向德国诺贝尔公司订购“铁拳3”火箭筒